# 片下恭子
片下 恭子（かたした きょうこ、1989年7月13日 - ）は、日本の元女子バレーボール選手である。

## 来歴
福岡県朝倉郡筑前町出身。6歳の時、姉の影響でバレーボールを始める。東九州龍谷高等学校時代、2006年春高バレー優勝、2007年準優勝。インターハイ（3位）・国体（優勝・準優勝）を経験したほか、2007年世界ジュニア選手権に出場した。
2008年デンソーエアリービーズに入部。内定選手として、2007-08プレミアリーグにおいて開幕戦よりリリーフサーバー・レシーバー、リベロとして活躍。チーム初となる準優勝に貢献した。同年5月開催の第57回黒鷲旗大会では初優勝に貢献し、ベストリベロ賞を獲得した。
2010年9月、同チームを退部し現役引退。
2016年にヴィクトリーナ姫路結成と同時に入団し現役復帰。姫路で4シーズンプレーした。

## 所属チーム
- 三輪町スポーツ少年団
- 杵築中
- 東九州龍谷高等学校
- デンソーエアリービーズ（2008-2010年）
- ヴィクトリーナ姫路（2016-2020年）

## 受賞歴
- 2008年 - 第57回黒鷲旗大会 ベストリベロ賞

## 個人成績
Vプレミアリーグレギュラーラウンドにおける個人成績は下記の通り。
| シーズン | 所属     | 出場 | 出場   | アタック | アタック | アタック | アタック | ブロック | ブロック | サーブ | サーブ | サーブ | サーブ | レセプション | レセプション | 総得点 | 備考     |
| -------- | -------- | ---- | ------ | -------- | -------- | -------- | -------- | -------- | -------- | ------ | ------ | ------ | ------ | ------------ | ------------ | ------ | -------- |
| シーズン | 所属     | 試合 | セット | 打数     | 得点     | 決定率   | 効果率   | 決定     | /set     | 打数   | エース | 得点率 | 効果率 | 受数         | 成功率       | 総得点 | 備考     |
| 2007/08  | デンソー | 25   | 97     | 0        | 0        | 0.0%     | %        | 0        | 0.00     | 71     | 2      | 2.82%  | 12.7%  | 275          | 70.2%        | 2      | 内定選手 |
| 2008/09  | デンソー | 27   | 97     | 0        | 0        | 0.0%     | %        | 0        | 0.00     | 9      | 0      | 0.00%  | 11.1%  | 468          | 73.3%        | 0      |          |
| 2009/10  | デンソー | 28   | 98     | 0        | 0        | 0.0%     | %        | 0        | 0.00     | 0      | 0      | 0.00%  | 0.0%   | 500          | 67.4%        | 0      |          |
| 通算     | 通算     | 80   | 280    | 0        | 0        | 0.0%     | %        | 0        | 0.00     | 80     | 2      | 2.50%  | 12.6%  | 1243         | 70.2%        | 2      |          |